# 卡彭氏鰤
卡彭氏鰤（学名：Seriola carpenteri），為輻鰭魚綱鱸形目鱸亞目鰺科鰤屬下的一個種，分布於東大西洋區，從法國比斯開灣至安哥拉，包括維德角群島，深度0-200公尺，體呈紡錘型，魚鰭為黃色，尾鰭呈新月狀，有一深色縱帶從吻部經眼睛、背部至尾柄處，體上半部為藍灰色，腹部銀白色，背鰭硬棘8-9枚、背鰭軟條28-33枚、臀鰭軟條17-21枚，體長可達72.5公分，成魚主要棲息在沿海大陸棚底中層水域，屬肉食性，以魷魚及其他魚類為食，為具商業價值的食用魚，亦可當作遊釣魚。